# Вооружённые силы Лихтенштейна

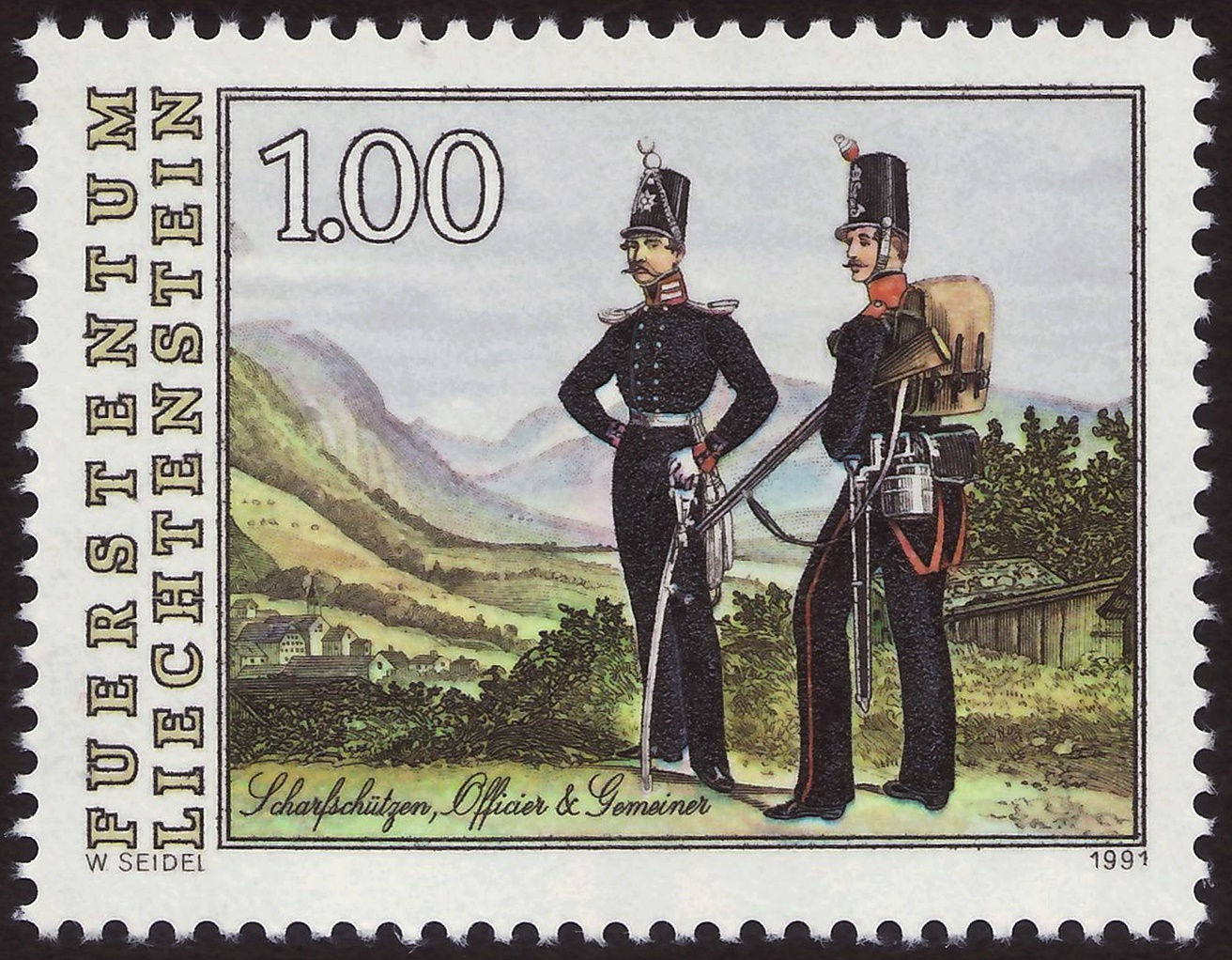
Солдат и офицер армии Лихтенштейна

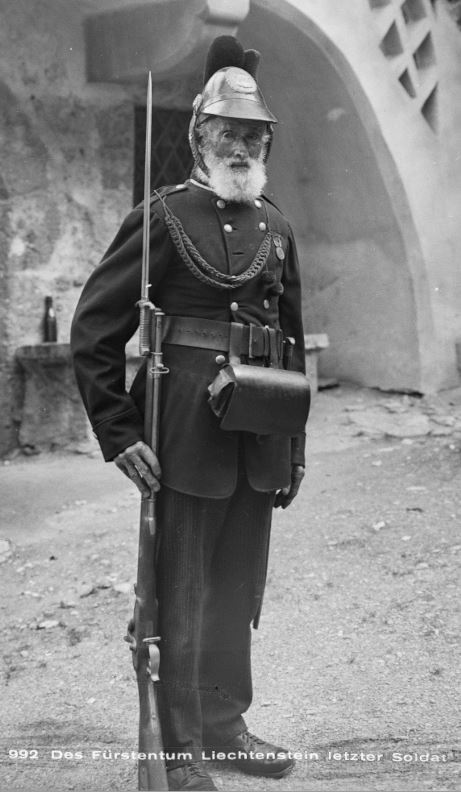
Андреас Кибер, последний остававшийся в живых лихтенштейнский солдат, в Вадуцском замке, фотография 1930-х годов

Лихтенштейн не имеет вооружённых сил с 1868 года. Однако конституция Лихтенштейна предусматривает обязанность граждан защищать свою страну в случае необходимости.

## История
С момента создания княжества Лихтенштейн в 1719 году оно входило в состав Священной Римской империи и посылало свой контингент в состав имперской армии. Так, во время Войны первой коалиции в 1793 году Лихтенштейн послал в состав коалиционных войск 16 человек, в 1794 году их число возросло до 24.
С 1815 года Лихтенштейн входил в состав Германского союза и был обязан иметь армию численностью 1% населения и ещё 0,5% населения иметь в качестве резерва. Армия Лихтенштейна сначала насчитывала 55 человек и ещё 27 человек было в резерве, в 1855 году она была увеличена до 64 человек, а в 1862 году — до 82. В 1849 году лихтенштейнские войска участвовали в подавлении Баденской революции. Во время Австро-прусско-итальянской войны 1866 года лихтенштейнские войска были посланы в Южный Тироль для защиты Австрийской империи от возможного итальянского вторжения на этом направлении, однако в боевых действиях они не участвовали. После Австро-прусско-итальянской войны Германский союз прекратил существование, и в 1868 году князь Лихтенштейна Иоганн II упразднил свою армию.